# Medveczky Miklós
Medveczky Miklós (Izky, 1930. november 30. – Budapest, 2007. július 21.) kárpátaljai származású magyar festőművész. 1960-tól az Ukrán Képzőművészek Szövetségének tagja; 1985-től az Ukrán SZSZK kitüntetett művésze. Medveczky-Luták Edit/Medveczkyné Luták Edit (1932-) művésznő férje, Medveczky Ágnes (1964-) művésznő édesapja, Medveczky Kazimir (1959-) építészmérnök édesapja.

## Életpályája
1947–1952 között az Ungvári Iparművészeti Szakközépiskolában tanult, ahol Boksay József, Erdélyi Béla, Koczka András tanítványa volt. 1952–1958 között Lembergben, az Iparművészeti Főiskolán folytatott művészeti tanulmányokat (tanárai: Danilo Dovbusinszkij, Roman Szelszkij). 1958–1963 között az ungvári Iparművészeti Szakközépiskolában tanított. Tanítványai között volt Tarasz Danylych, Maria és Migal Ivancho, Vaszil Olascsin, Vaszil Sabov, Petro Feldeshi. Ungváron élt a Zsovtneva sugárút 40-letnya Zsovtneva sugárút 73. számú házban. 1991-ben Budapestre költözött.
Budapesten halt meg 2007. július 21-én.
A monumentális és dekoratív művészet, valamint a festményfestészet területén dolgozott.

## Kiállításai

### Egyéni
- 1982 Lemberg, Csernovci

### Válogatott, csoportos
- 1962, 1967-1968, 1970–1972, 1975–1980, 1981-1982, 1984-1986 Kijev
- 1968-1969 Nyíregyháza, Hódmezővásárhely
- 1972 Kassa
- 1980 Moszkva

## Fordítás
- Ez a szócikk részben vagy egészben  a(z)   Медвецький Микола Вікторович című ukrán Wikipédia-szócikk ezen változatának fordításán alapul.  Az eredeti cikk szerkesztőit annak laptörténete sorolja fel. Ez a jelzés csupán a megfogalmazás eredetét és a szerzői jogokat jelzi, nem szolgál a cikkben szereplő információk forrásmegjelöléseként.